# Silly-sur-Nied
Pour les articles homonymes, voir Silly et Nied (homonymie).
Silly-sur-Nied [siji syʁ nje] est une commune française située dans le département de la Moselle, en région Grand Est.

## Géographie
Le village est situé à 15 km à l’est de Metz, sur la rive gauche de la Nied française. L’écart de Landremont, sur la route départementale 603 fait partie de la commune.

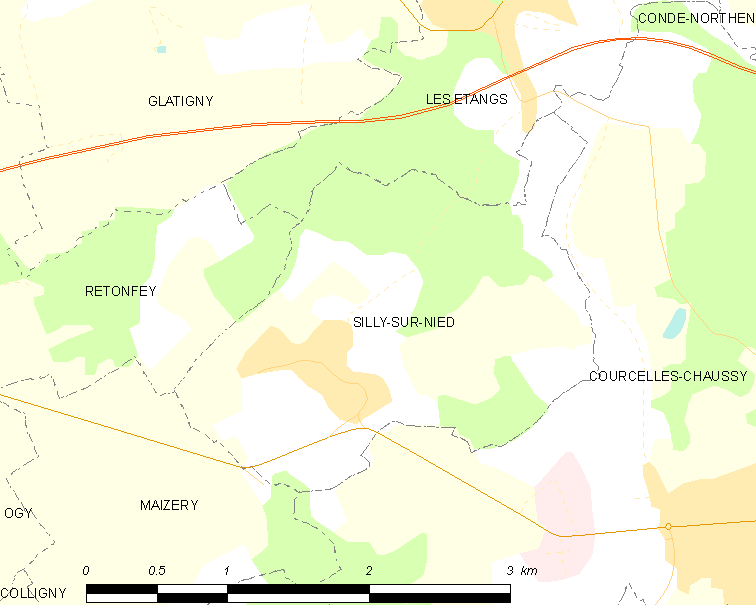
Carte de la commune.

### Communes limitrophes
| Retonfey | Les Étangs     |                    |
|          | Silly-sur-Nied |                    |
| Maizery  |                | Courcelles-Chaussy |

### Hydrographie
La commune est située dans le bassin versant du Rhin au sein du bassin Rhin-Meuse. Elle est drainée par la Nied, le ruisseau de la Goulotte et le ruisseau des Chiennes.
La Nied, d'une longueur totale de 96,7 km, prend sa source dans la commune de Marthille, traverse 47 communes françaises, puis poursuit son cours en Allemagne où elle se jette dans la Sarre.

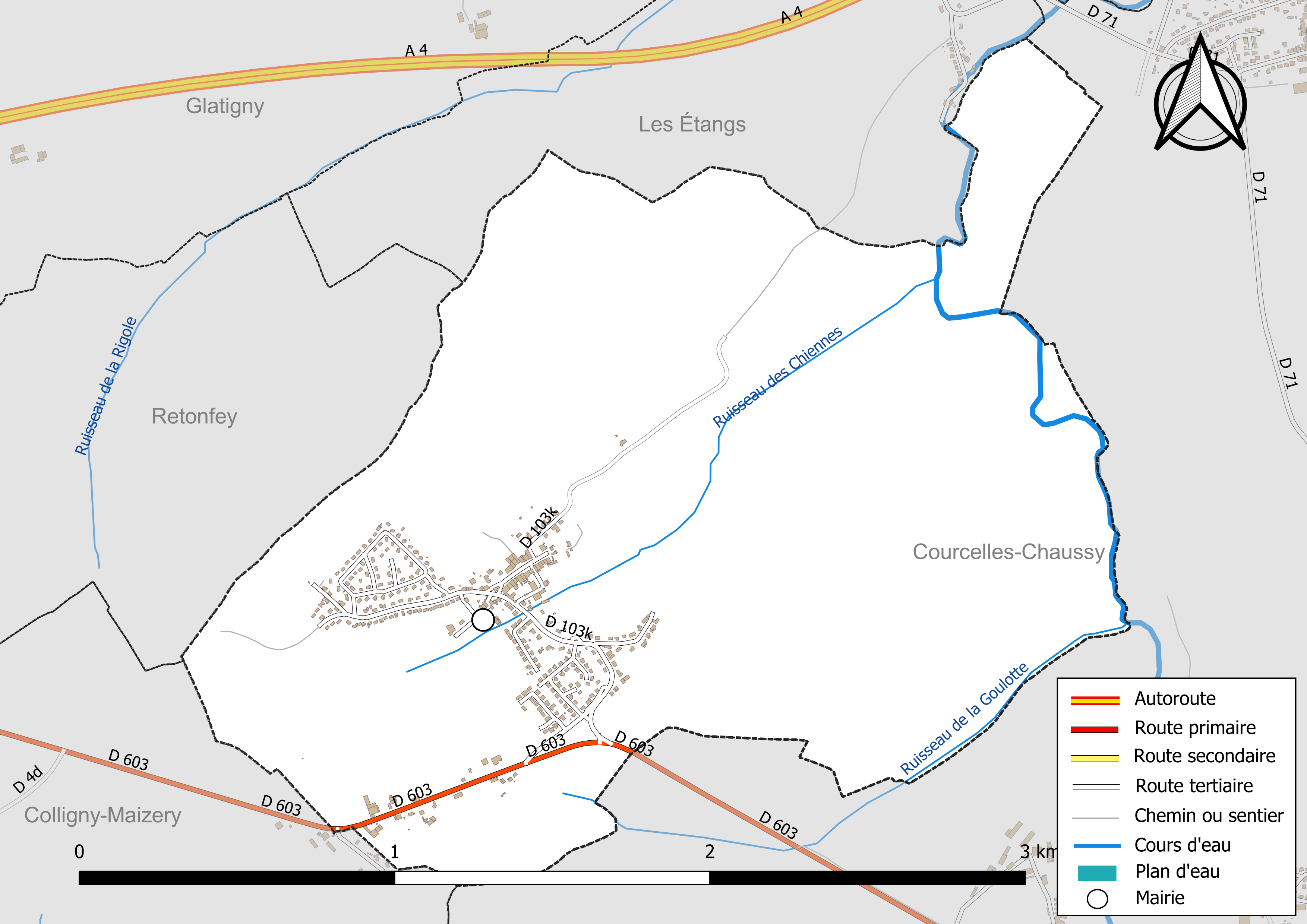
Réseaux hydrographique et routier de Silly-sur-Nied.

La qualité des eaux des principaux cours d’eau de la commune, notamment de la Nied, peut être consultée sur un site spécial géré par les agences de l’eau et l’Agence française pour la biodiversité.

### Climat
Pour des articles plus généraux, voir Climat du Grand Est et Climat de la Moselle.
En 2010, le climat de la commune est de type climat des marges montargnardes, selon une étude du Centre national de la recherche scientifique s'appuyant sur une série de données couvrant la période 1971-2000. En 2020, Météo-France publie une typologie des climats de la France métropolitaine dans laquelle la commune est exposée à un climat semi-continental et est dans la région climatique  Lorraine, plateau de Langres, Morvan, caractérisée par un hiver rude (1,5 °C), des vents modérés et des brouillards fréquents en automne et hiver. 
Pour la période 1971-2000, la température annuelle moyenne est de 9,6 °C, avec une amplitude thermique annuelle de 16,8 °C. Le cumul annuel moyen de précipitations est de 788 mm, avec 11,9 jours de précipitations en janvier et 9,1 jours en juillet. Pour la période 1991-2020, la température moyenne annuelle observée sur la station météorologique de Météo-France la plus proche, « M.n.l. », sur la commune de Goin à 18 km à vol d'oiseau, est de 10,7 °C et le cumul annuel moyen de précipitations est de 678,8 mm. 
La température maximale relevée sur cette station est de 39,5 °C, atteinte le 24 juillet 2019 ; la température minimale est de −16,3 °C, atteinte le 2 janvier 1997,,. 
Les paramètres climatiques de la commune ont été estimés pour le milieu du siècle (2041-2070) selon différents scénarios d'émission de gaz à effet de serre à partir des nouvelles projections climatiques de référence DRIAS-2020. Ils sont consultables sur un site spécial publié par Météo-France en novembre 2022.

## Urbanisme

### Typologie
Au 1er janvier 2024, Silly-sur-Nied est catégorisée commune rurale à habitat dispersé, selon la nouvelle grille communale de densité à sept niveaux définie par l'Insee en 2022.
Elle est située hors unité urbaine. Par ailleurs la commune fait partie de l'aire d'attraction de Metz, dont elle est une commune de la couronne,. Cette aire, qui regroupe 245 communes, est catégorisée dans les aires de 200 000 à moins de 700 000 habitants,.

### Occupation des sols
L'occupation des sols de la commune, telle qu'elle ressort de la base de données européenne d’occupation biophysique des sols Corine Land Cover (CLC), est marquée par l'importance des territoires agricoles (63,6 % en 2018), une proportion identique à celle de 1990 (63,6 %). La répartition détaillée en 2018 est la suivante : 
prairies (35,6 %), forêts (28,1 %), terres arables (28 %), zones urbanisées (8,3 %). L'évolution de l’occupation des sols de la commune et de ses infrastructures peut être observée sur les différentes représentations cartographiques du territoire : la carte de Cassini (XVIIIe siècle), la carte d'état-major (1820-1866) et les cartes ou photos aériennes de l'IGN pour la période actuelle (1950 à aujourd'hui).

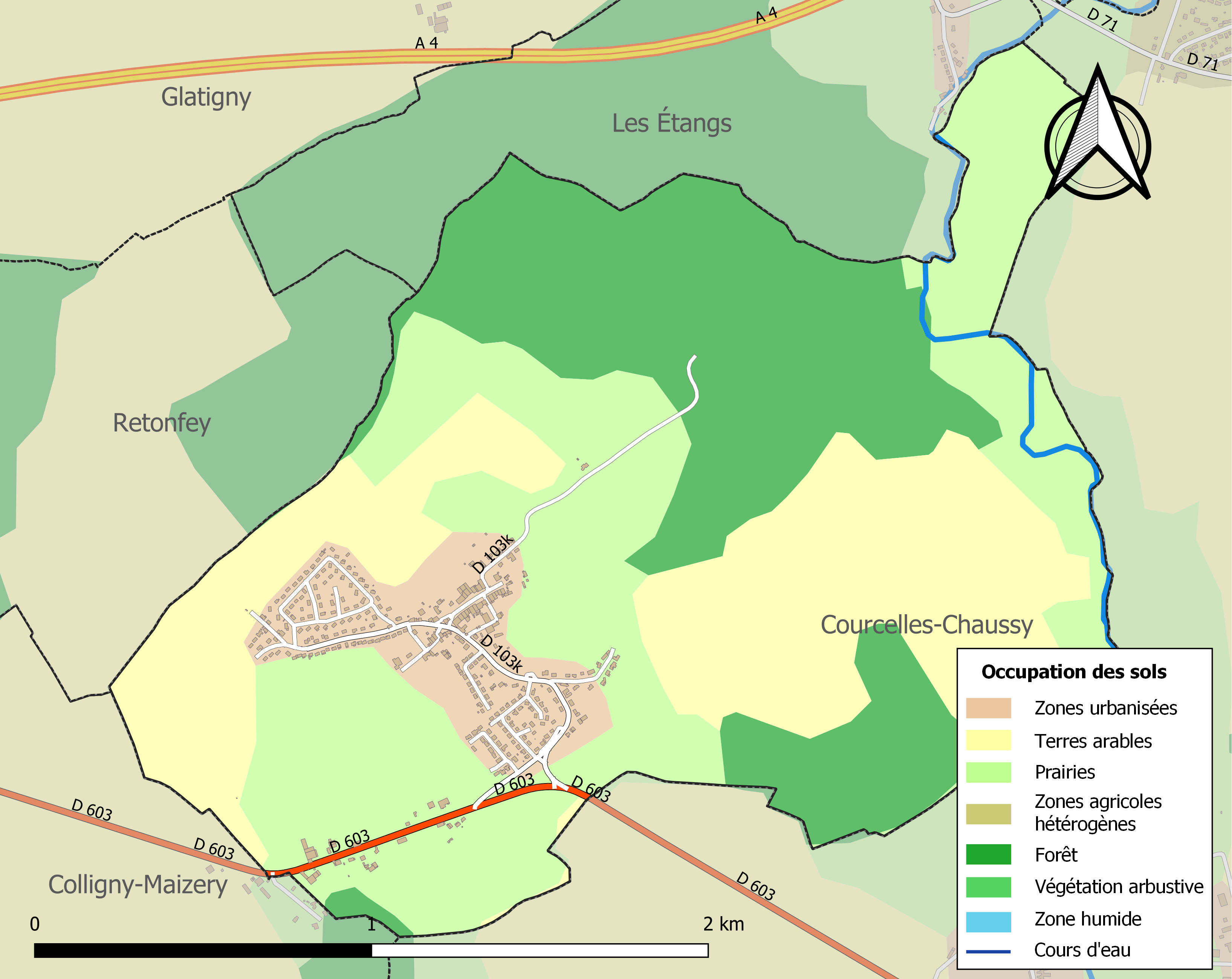
Carte des infrastructures et de l'occupation des sols de la commune en 2018 (CLC).

## Toponymie
- Ciey dezous Kainsay (1315), Cilly (XVe siècle), Silley (1404), Seilley (1514), Scilly (1574), Zillersch (1625), Selli au hault chemin (1648), Sillersch (1682), Silli (1756)[14], Silly sur Nied (1793)[15], Sillers (1871-1918).
- En lorrain : S'li sus Nied, en allemand : Sillers[14].

### Landremont
Landrimont (1429), en allemand : Lemmersberg.

## Histoire
- Ancien Pays messin (bailliage de Metz), partagé entre deux seigneuries.
- Village brûlé en 1514.

En 2011, 14 pavillons voient le jour dans le nouveau lotissement « le Clos de Plaisance » ainsi que de nouvelles habitations à Landremont.

## Politique et administration
| Période                                  | Période  | Identité        | Étiquette | Qualité |
| ---------------------------------------- | -------- | --------------- | --------- | --- |
| an VIII                                  |          | Simon Loyat     |           | |
| 1977                                     | 2014     | Bernard Hertzog | UDF       | Conseiller général |
| mars 2014                                | En cours | Serge Wolljung  | SE        | Vice-président de la communauté de communes du Pays de Pange Président de l'Association des maires et adjoint(e)s du canton du Pays Messin |
| Les données manquantes sont à compléter. |          |                 |           | |

## Démographie
L'évolution du nombre d'habitants est connue à travers les recensements de la population effectués dans la commune depuis 1793. Pour les communes de moins de 10 000 habitants, une enquête de recensement portant sur toute la population est réalisée tous les cinq ans, les populations de référence des années intermédiaires étant quant à elles estimées par interpolation ou extrapolation. Pour la commune, le premier recensement exhaustif entrant dans le cadre du nouveau dispositif a été réalisé en 2008.

En 2022, la commune comptait 711 habitants, en évolution de +2,75 % par rapport à 2016 (Moselle : +0,52 %, France hors Mayotte : +2,11 %).
| 1793 | 1800 | 1806 | 1821 | 1836 | 1841 | 1861 | 1866 | 1871 |
| ---- | ---- | ---- | ---- | ---- | ---- | ---- | ---- | ---- |
| 366  | 421  | 449  | 409  | 478  | 484  | 405  | 382  | 290  |

| 1875 | 1880 | 1885 | 1890 | 1895 | 1900 | 1905 | 1910 | 1921 |
| ---- | ---- | ---- | ---- | ---- | ---- | ---- | ---- | ---- |
| 294  | 304  | 271  | 245  | 219  | 211  | 269  | 213  | 168  |

| 1926 | 1931 | 1936 | 1946 | 1954 | 1962 | 1968 | 1975 | 1982 |
| ---- | ---- | ---- | ---- | ---- | ---- | ---- | ---- | ---- |
| 149  | 131  | 143  | 140  | 132  | 149  | 122  | 258  | 609  |

| 1990 | 1999 | 2006 | 2008 | 2013 | 2018 | 2022 | - | - |
| ---- | ---- | ---- | ---- | ---- | ---- | ---- | - | - |
| 718  | 734  | 708  | 701  | 706  | 694  | 711  | - | - |

## Vie associative
Silly Loisirs s’occupe tous les ans de préparer les activités qui rythment la vie du village : le feu de la Saint-Jean, les feux d’artifice du 14-Juillet et la fête patronale le deuxième week-end de septembre. Elle organise au foyer Sillois des travaux manuels et séances de yoga.
La vie associative bat également son plein lors d’un événement annuel de théâtre populaire : Silly sur Scène. Le festival a lieu tous les ans de mi avril à mi mai. C’est la troupe de théâtre locale Silly con CarNied qui le fait vivre, déjà en y jouant ses propres spectacles et en y invitant des troupes extérieures. Après plus de 10 années d’existence le festival est renommé dans tous le pays Messin et même au delà. Des troupes belges s’y sont déjà produites !
La Jeunesse silloise est une association organisant des événements afin d'animer la vie sociale des jeunes du village (ateliers, tournoi de football, chasse aux œufs...).
Le foyer Sillois est également utilisé par l’Amicale silloyse pour les après-midis de jeux des anciens, par le Tennis club de Silly pour des soirées thématiques de repas et jeux (appeléesle foyer bar) durant les mois d’hiver, 1 vendredi soir sur 2.
le tennis club dispose également de 2 courts des amateurs de tennis de loisir. 
Une kermesse est organisée tous les deux ans en fin d’année scolaire par les parents d’élèves au profit de l’école

## Culture locale et patrimoine

### Lieux et monuments
- Église Saint-Arnoul XVIIIe siècle : ancienne tour et chœur romans XIe siècle conservés lors de la reconstruction de l’édifice en 1741[16] ; traces de peintures murales XVe siècle ; nouvelle tour-clocher élevée au-dessus du chœur de l’ancienne église au XIXe siècle[16].
- Vestiges de villas.
- Fontaine d'eau ferrugineuse.
- Groupe scolaire L’Île aux Oiseaux, inauguré en 1982 : école maternelle et primaire accueille 50 enfants en 2012[16].
- Plateau sportif : deux courts de tennis, city-stade inauguré en 2011[16].
- Foyer socio-éducatif, 1998, accolé à la mairie, à disposition des différentes associations du village[16].

### Héraldique
| Blason de Silly-sur-Nied | Blason  | D'or au lion de sable. |
| Blason de Silly-sur-Nied | Détails | Armes de la famille Lalouette, du parlement de Metz, qui possédait la seigneurie au XVIIe siècle. Le statut officiel du blason reste à déterminer. |